# Beata Mikołajczyk
Beata Mikołajczyk (Bydgoszcz, 15 ottobre 1985) è una canoista polacca, vincitrice della medaglia d'argento ai Giochi olimpici di Pechino 2008 nel K2 500 m, in coppia con Aneta Konieczna.

## Palmarès
- Olimpiadi

Pechino 2008: argento nel K2 500m.
Londra 2012: bronzo nel K2 500m.
Rio de Janeiro 2016: bronzo nel K2 500m.
- Mondiali

Dartmouth  2009: oro nel K2 1000m.
Szeged 2011: bronzo nel K2 500m.
Duisburg 2013: argento nel K2 200m e bronzo nel K2 500m.
Mosca 2014: argento nel K4 500m e bronzo nel K2 500m.
- Campionati europei di canoa/kayak sprint

Poznań 2004: argento nel K1 1000m.
Poznan 2005: oro nel K4 1000m e bronzo nel K4 500m.
Racice 2006: argento nel K1 500m.
Milano 2008: argento nel K4 1000m.
Trasona 2010: bronzo nel K1 1000m.
Belgrado 2011: argento nel K2 500m.
Zagabria 2012: oro nel K2 1000m e bronzo nel K2 500m.
Montemor-o-Velho 2013: oro nel K2 500m e nel K2 1000m.
Brandeburgo 2014: argento nel K2 500m e nel K4 500m.
Racice 2015: oro nel K2 500m, argento nel K2 200m e nel K2 1000m.
Plovdiv 2017: argento nek K1 1000m e nel K4 500m, bronzo nel K2 500m.
- Giochi europei

Baku 2015: bronzo nel K4 500m.